# Cattedrale di Vila Real
La cattedrale di San Domenico (in portoghese: Sé Catedral de Vila Real) è la cattedrale cattolica di Vila Real, in Portogallo, e sede della diocesi di Vila Real.

## Storia
La cattedrale attuale fungeva precedentemente come chiesa di un convento domenicano fondato da monaci giunti da Guimarães nel XV secolo. Il Re Giovanni I donò un terreno nel 1421 e nel 1424 iniziarono i lavori per l'edificazione. La chiesa fu ricostruita nel XVI secolo e soprattutto nel XVIII secolo, quando fu costruita l'attuale cappella e il campanile, entrambi in stile barocco.
Nel 1834, con la dissoluzione degli ordini religiosi, la chiesa divenne sede della parrocchia di San Domenico e il convento fu riutilizzato come caserma. Nel 1837 un grande incendio distrusse l'interno del monastero e la maggior parte degli arredi della chiesa. Nel 1922, papa Pio XI ha eretto la diocesi di Vila Real e l'ex chiesa dei Domenicani è stata elevata a cattedrale nel 1924. Nel 1926 la cattedrale è stata classificata come monumento nazionale.
Nel 2016 è stato costruito dalla ditta italiana Mascioni un organo a canne (opus 1197), situato in corpo unico sulla cantoria in controfacciata; lo strumento dispone di 33 registri su quattro manuali e pedale ed è a trasmissione elettrica.